# Oksamytne
Oksamytne (ukr. Оксамитне) – wieś na Ukrainie, w obwodzie odeskim, w rejonie bołgradzkim, w hromadzie Bołgrad. W 2001 liczyła 941 mieszkańców, spośród których 77 wskazało jako ojczysty język ukraiński, 471 rosyjski, 61 mołdawski, 200 bułgarski, 1 białoruski, 108 gagauski, a 23 inny.